# Droit et sexualité
Le droit et la sexualité concernent la légalité ou l'illégalité des comportements sexuels humains. Ces lois diffèrent selon les pays et les époques. Les comportements sexuels illégaux sont appelés des infractions sexuelles. Les lois définissent ainsi ce qui est acceptable ou, au contraire, ce qui relève des abus sexuels et expose l'auteur à des poursuites pénales.

## Comportements susceptibles de constituer des infractions sexuelles
Les comportements énumérés ci-dessous peuvent constituer un acte illégal dans divers pays, même si certains peuvent éventuellement être légaux dans le cadre d'une relation librement consentie entre adultes :
- Viol, meurtre sexuel et d'autres variantes d'agression sexuelle et d'abus sexuels ;
- Abus sexuel sur mineur et viol sur mineur ; voir aussi : mariage d'enfant ;
- Cybercriminalité, comme la diffusion de revenge porn et la traite sexuelle par Internet et diffusion en direct par Internet d'actes sexuels commis sous la contrainte devant une webcam ;
- Viol conjugal ;
- Obscénité ;
- Traite des êtres humains, esclavage sexuel, exploitation sexuelle des enfants à des fins commerciales, trafic sexuel
- Frotteurisme ; attouchement sexuel
- Exhibitionnisme et voyeurisme ;
- Inceste ;
- Nécrophilie ;
- Harcèlement sexuel ;
- Abus de pouvoir, abus de confiance, par une personne en position d'autorité, pour s'adonner à des actes sexuels (enseignants, médecins, policiers) envers des personnes qui leur sont subordonnées sur le plan hiérarchique ;
- Diverses paraphilies et fétichismes sexuels ;
- Prostitution et / ou proxénétisme ;
- Possession de sex-toy ;
- Possessions de matériel pédopornographique
- Sodomie

Diverses lois visent à protéger les enfants en criminalisant des comportements commis envers eux.

## Consentement
Même si les expressions « âge du consentement » ou « viol sur mineur » ne figurent pas toujours dans les législations, ces notions appliquées à la sexualité, renvoient à l'âge minimal auquel une personne, selon la loi, est considérée comme disposant d'une aptitude suffisante pour accepter de participer à une activité sexuelle. L'âge du consentement ne se confond pas forcément avec l'âge de la majorité, l'âge de la responsabilité pénale ou l'âge requis pour contracter un mariage.
L'âge du consentement varie selon les États. La médiane se situe entre 16 et 18 ans mais il existe des législations qui commencent à 9 ans ou vont jusqu'à 21 ans. Dans certains lieux, l'âge du consentement tient compte de l'âge mental, afin de déterminer si l'état d'une personne correspond à un âge chronologique ou si l'âge mental est inférieur à celui du consentement.

## Sexualité hors mariage
Une relation adultère est une infraction dans divers pays musulmans, comme en Arabie saoudite, au Pakistan, en Afghanistan, en Iran, au Koweït, aux Maldives, à Oman, en Mauritanie, aux Émirats arabes unis,, au Qatar, au Soudan et au Yémen.

## Mutilations génitales féminines
Les mutilations génitales féminines (MGF) sont l'ablation des organes génitaux féminins. Environ 125 millions de filles et de femmes en sont victimes dans le monde. Ces pratiques servent à exercer un contrôle sur le comportement sexuel des femmes et des filles, ou perçues comme une amélioration esthétique de leurs organes,,. L'Organisation mondiale de la santé fait partie des nombreux organismes qui militent contre ces pratiques au nom des droits humains.
La majorité des États interdit les MGF, y compris sur les ressortissantes et résidentes qui se trouvent hors du territoire national.

## Inceste
Les contacts sexuels entre des personnes d'une même famille sont souvent considérées comme un inceste, qui est illégal dans de nombreux États même si la définition d'une « relation incestueuse » varie selon les pays et le degré de consanguinité ou de parenté, par exemple dans le cas d'une adoption.